# Euodynerus strigatus
Euodynerus strigatus är en stekelart som först beskrevs av Rad. 1893.  Euodynerus strigatus ingår i släktet kamgetingar, och familjen Eumenidae. Inga underarter finns listade i Catalogue of Life.